# Lee Jung-baek
Lee Jung-baek (kor. 이정백 ;ur. 27 sierpnia 1986) – południowokoreański zapaśnik w stylu klasycznym. 
Olimpijczyk z Rio de Janeiro 2016, gdzie zajął czternaste miejsce w kategorii 59 kg.
Dziewiąty w mistrzostwach świata w 2014. Zdobył cztery medale na mistrzostwach Azji, złoty w 2006 i 2012, brązowy w 2007 i 2011 roku. Pierwszy w Pucharze Świata w 2012; drugi w 2006 i 2008 roku.